# فيريل إدموندز
فيريل إدموندز (بالإنجليزية: Ferrell Edmunds)‏ هو لاعب كرة قدم أمريكية أمريكي، ولد في 16 أبريل 1965 في ساوث بوسطن في الولايات المتحدة.

## وصلات خارجية
- فيريل إدموندز على موقع مرجع كرة القدم المحترفة.كوم (الإنجليزية)